# Žene u staroj Grčkoj
Žene u staroj Grčkoj živjele su unutar skučenog okvira patrijarhatskog i isključujećeg društva. Žene su sa strancima i s robovima pripadale podskupini osoba koje su bili isključeni iz političkog života nekog polisa. Isto tako njihov položaj sadržavao je ograničenja u odnosu na zakone te mogućnost zarade ili posjedovanje neke kategorija imovine kao recimo nekretnine. Žene su za vrijeme arhaičnog doba imala neka prava, no ta prava su ovisila o polisu kojem su pripadale. Poslije arhaičnog doba tj. za vrijeme helenizma, većina prava žena su oduzeta kada su doneseni zakoni o segregaciji po spolovima.
Na primjer u Ateni žene nisu imale pravo glasa niti su imala punopravno upravljanje nad imanjem kojeg su imale u svom posjedu, dok recimo u Sparti žene su imale pravo nasljeđivanja pokretne i nepokretne imovine. Bez obzira na to što su mogle nasljeđivati i upravljati nad imovinom spartanke bile su isključene iz političke vlasti. Žene u nekim drugim polisima također su mogle nasljeđivati imovinu kao u: Delfima, Grotysu i Tesaliji. Prava žena u staroj Grčkoj bila su mnogostruko manja nego prava žena u Indiji (vedsko doba) i Egiptu u kojoj su imala sva prava kao i muškarci. U Mezopotamiji prava žena bila skoro jednaka kao i prava muškaraca i jedina razlika je bila oko razvoda braka. U Mezopotamiji žene su imala manja prava nego muškarci prilikom razvoda braka. Položaj žena u staroj Grčkoj bilo je uvjetovano: zakonima, ustaljenim običajima, ekonomskim uslovima, te religiozne i filozofskog poimanja položaja žene u svijetu i unutar njihove zajednice. 

## Položaj žene kroz razdoblja
Homer jer glavni izvor informacija o soci-političkom položaju žena u arhaičnom razdoblju stare Grčke. Kroz opise koji su bili sačuvani u epovima Ilijada i Odiseji Homer je opisao svakidašnjicu stare Grčke kroz opise bitaka i drugih događaja u kojima su žene nekada bile u njihovom samom središtu. Iako neki povjesničari ne pridaju veću povijesnu vrijednost Homerovim epovima kao izvoru povijesnih činjenica, mnogi opisi koje je su razni pjesnici dodali kroz vrijeme opisuju običaje koji su postojali u 8. stoljeću pr. Kr. U Ilijadi, a posebno u Odiseji, žena je imala tri uloge: supruge, kraljice, i kućanice. U pjevanjima Ilijade, Homer opisuje mnoge događaje u kojima su žene bile u središtu događanja. Homer je pokupio mnoge detalje i tako da je moguće kroz te opise dokučiti o razvijenosti običaja u društvu stare Grčke te uloge i položaju žena u tadašnjem starogrčkom društvu. Na primjer u 9. pjevanju Ilijade Agamemnon nudi Ahileju jednu od njegovih tri kćeri s mirazom kao poticaj da se Ahilej vrati nazad u bitku. Opis ovog događaja protivi tadašnjem običaju gdje je mladoženja kupovao sebi ženu od staratelja obitelji. Mladoženja je trebao platiti staratelju cijenu za ženu koju je on htio uzeti, tj. trebao je platiti ἕδνα (hedna) za ekonomski gubitak koji bi staratelj te žene odnosno kyrios izgubio jer ona neće biti više dio njegovog gospodarstva. Nakon što bi se platio hednu, žena bi mogla prijeći u dom mladoženje. Običaj je u stvari bio još nasilniji, muškarci bi došli u punoj ratnoj opremi i kupili bi ženu od gospodara domaćinstva.

Iz vremena brončanog doba iz stare Grčke postoje sačuvani spisi na kamenim odlomcima u kojima se opisivao život žena toga doba. Prema sačuvanim fragmentima fresaka i posuda žene su obično prikazane s bijelom puti, jer su žene većinom radile poslove unutar kuće koje su dijelile sa sluškinjama i s robovima. Za razliku od slobodnih muškaraca koji su mogli raditi sve poslove i jedini su mogli nositi oružje te ići u ratne pohode. Prema sačuvanim fragmentima kamenih tablica bilo je napisano da su žene radile kućne poslove kao: rad na preslici, tkalačkom stanu, pletenju, vezenju, mljevenju žitarica, nošenju vode, pripravljanje kade za kupanje. Prema sačuvanim fragmentima moguće je isto tako spoznati da su žene dobivale dva i pol puta manje hrane nego muškarci. 

## Filozofsko stajalište, pravni temelji i religiozni pogledi
U staroj Grčkoj postojala su različita stajališta u pogledu položaja žene u društvu. Ta su mišljenja kretala od služanjstva i isključenja iz društva do potpune ravnopravnosti spolova. Na primjer prema Aristotelu u prirodi ima nejednakosti, te da zbog različitosti između spolova takva da su muškarci predodređeni da budu superiorniji od žena, te da je ženina funkcija prokreacija i održavanje doma. Ovo mišljenje nije dijelio njegov učenik Platon koji je je naučavao da iako postoje razlike između spolova u fizičkoj snazi, ali da i kao takve žene su vrednije državi nego samo u funkciji produženja vrste ili i održavanju domaćinstva. Platon je Republici naglasio da žene s obrazovanjem i učenju vještina mogu doprinijeti sebi i društvu. Platonu je bilo jasno da je tada ogromni ljudski resurs bio neiskorišten, posebno kad je znao da bi žena srednjeg sloja bila bila udata kad je bila 14 ili 15 godina, i ako ne bi umrla u rađanju djece, tada bi svoj cijeli život provela zaključana u kući tkajući platno na tkalačkom stanu. Platonu je isto bilo jasno da iako su žene bile fizički slabije od muškaraca no da to ne bi trebao biti razlog da žene nisu uključene u ratno obučavanju ili da sudjeluju u ratu.  Kinički i stoički filozofi za razliku od Aristotela smatrali su da rodna nejednakost se protivi zakonima prirode, te da je brak etička zajednica ravopravnih osoba, a ne socijalna ili biološka nužnost. Prema njihovim naučavanjima žene i muškarci trebaju biti jednaki po pravima u svakom smislu, da bi trebali imati isti pristup obrazovanju, glasovanju i mjestu u ekonomiji i politici nekog društva.

### Značaj oikosa
U staroj Grčkoj oikos je najmanja ekonomska i socijalna jedinica. Pojam se odnosi na: kuću, dom, posjed, imanje koje je kao skup predstavlja osnovicu za život. Oikos je nadpojam koji nadilazi bračno-obiteljsku vezu. Oikosu također pripadaju: robovi, žena i djeca. Glava oikosa je muškarac. Prevlast muškarca nad ženom unutar stare Grčke bila je specifikum koji nije bio općeprihvaćeno uređenje za sve civilizacije za vrijeme antike.

### Žene u starogrčkoj religiji
U starogrčkoj religiji žene su za razliku od žena u starogrčkom društvu imale su važnu ulogu i imale su snažne kultove, a svećenice su imale veliku ulogu unutar društva vodeći ceremonije, sprovode. Za vrijeme klasičnog perioda u staroj Grčkoj postojalo je preko 2000 kultova, te da je u godišnjem kalendaru postojalo 170 dana u kojima su bili religijski festivali, koji su omogućavali ženama da iziđu vani iz svojih domova, što je bilo osobito važno u Ateni gdje su žene trebale biti van javnog života, nevidljive, nijeme, pod konstantnim okom staratelja. Svećenice su isto tako unutar stare Grčke imale su važnu ulogu savjetnica, prorokinja, i mnoge od njih su imale važnu ulogu o političkom životu mnogih polisa. Na primjer u Ateni, kult Atene božice zaštitnice Atene, svećenice Atene imale su zavidan utjecaj na politički život Atene. Mjesto visoke svećenice u hramu Atene bila je visoka politička i religiozna pozicija. Mjesto visoke svećenice bilo je određeno za žene iz atenske aristokracije. Kao svećenice Atene, one su bile slobodne da se kreću unutar muške političke elite, za razliku od ostalih žene kojima je mjesto bilo u domaćinstvu i kojima svako miješanje sa suprotnim spolom bilo sputavano.

### Mit o stvaranju žene
Prema starogrčkom mitu Zeus je stvorio prvu ženu Pandoru kao kaznu za ljude jer je Prometej dao vatru ljudima, bez obzira na Zeusovu izričitu zabranu. Pri stvaranju Pandore, Zeus je također stvorio kutiju odnosno vrč svih zala, i zapovjedio je Pandori da je ne otvori. Pandora je u svojoj radoznalosti otvorila tu kutiju odnosno vrč i oslobodila zlo u svijetu. Žena prema starogrčkoj predaji je nužno zlo, ljupko prokletstvo, smrtonosna zamka koja je potrebna ljudima da se nastavi ljudska loza, da se stvore potomci koji će se o njima brinuti kada ostare. Ne primiti ženu znači ići u propast, primiti ženu jest primiti nevolju.

## Atena
Atensko društvo bilo je patrijarhatno društvo u kojem su žene nisu bile pravni subjekti već su bile podređene muškoj osobi u obitelji ili podređene muškoj osobi kroz brak. U Ateni žene nisu imala ista prava kao muški građani, nisu mogle javno pokazati lice, dok su muškarci mogli biti javni ljudi žene su živjele privatni život. Žene su bile minorni subjekti u pravnom i ekonomskom sustavu. Žene su bile smatrane dijelom domaćinstva(oikos) koje su bile podređene muškarcu gospodaru domaćinstva (kyrios). 
 Neudate žene bile su pod starateljstvom oca ili po nedostatku oca neke muške glave obitelji. Kad bi se žena udala ulogu gospodara žene preuzeo bi suprug. Pošto su žene bile podređene svome gospodaru one same u svoje ime nisu mogle raspolagati odnosno posjedovati imovinu (pokretnu ili nepokretnu). I kad bi žena dobila imanje na poklon, kroz miraz ili kroz nasljedstvo, one nisu bile punopravne posjednice imovine jer tom imanju pristup je imao gospodar odnosno kyrios. Atenjani su također bili spremi oduzeti mogućnost stjecanja građanskog prava nekog muškog djeteta, ako recimo bilo sumnje u očinstvo nekog djeteta i ako je dijete nastalo kao plod nekog preljuba. Ženska djeca u Ateni dobivali su manje pažnje i manje hrane nego muška djeca. Ženska djeca obično bi se udavala se 14 ili 15 godina starosti, dok pravno djevojčice su se nekada udavale s navršenih 12 godina starosti. Kod rastave braka atenjanke su bile vraćene ocu ili muškom članu obitelji iz koje je proistekla. Jedino imanje koje je mogla sa sobom ponijeti je miraz s kojim je bila otpremljena. Poslije rastave djeca su pripadala biološkom ocu. Isto tako ako bi žena postala udovica, imanje kuće bi prešlo na prvu mušku punopravnu osobu u obitelji i mnogim slučajevima udovice su trebale napustiti domaćinstvo i jedno imanje koje su mogle ponijeti sa sobom bio je miraz koji su donijeli u domaćinstvo.
 U Atenskom političkom okruženju punopravno građanstvo odnosno pravno stajalište osoba je se ostvarivala kroz posjedovanje imanja odnosno imovine, te mogućnost sklapanja kupoprodajnih transakcija. Žene prema atenskom pravnom uređenju nisu imale ista prava kao slobodni građani jer nisu mogle posjedovati imanje niti vršiti transakcije koje nisu bile skuplje od jedne mjerice ječma. U transakcijama i u javnim sporovima, žene su zastupali njihovi gospodari. Žene nisu tako imale pravo glasa niti pravo da budu izabrane u bilo koje političko tijelo.
Zbog svog podređenog položaja u društvu atenjanke su rijetko izlazile u javnost, i kad bi izašle u javnost trebale su biti potpuno pokrivene. Ženama u Ateni bilo je zabranjeno se miješati s muškarcima, nisu pohađale škole, niti su smjele piti vino. Isto tako u atensko društvo bilo je opsjednuto s puritanstvom u odnosu ponašanja žena u društvu kao recimo izlazak vani, miješanje s muškarcima koji nisu rod ili koji su robovi. 

### Kaste untar ženskog pučanstva
U Ateni postojale su razne kaste žena koje su imale različita prava unutar društva. Pošto žene koje su proistekle iz građanskih obitelji nisu bile osobe s punim pravima unutar društva. Još tome način na koji su stjecana građanska prava, i zbog postojanja robova unutar društva i mogućnost posjedovanja robova Atena je imala pravni sustav koji je bio prilagođen kasti kojoj je neka osoba pripadala. Tako su postojale razne klase žena unutar Atene:
- ropkinje
- prostituke
- kurtizane
- došljačke žene (μετοίκιον / metoíkion)
- žene s pravom građanstva
  - imućne žene
  - manje imućne žene - one su radile kao trgovkinje, prerada vune, doilje[9]
- svećenice

Ovaj komplicirani sustav ženskih kasti imalo je i komplicirane običaje, pravila i norme koji su se oni trebali pridrižavati. Unutar Atene, svećenice su imala najviše prava i bile su savjetovane u pitanjima rata ili politike kao vidovnjakinje ili savjetnice.

## Gortysa
Gortysa je mjesto na otoku Kreti, koji je za vrijeme stare Grčke kodificirao zakone, i čiji je dio sačuvan na tri kamena odlomka koji se zovu Gortyski zakonik. Ovaj zakonik je imao sedam poglavlja koji su većinom bili usredočeni na obiteljski zakon. U Gortysu kao u mnogim drugim grčkim polisima, žene su bile podležne moći muškarca u kući bilo to njen otac, brat, rođak ili suprug. Brak je bila unija dviju porodica, a kyrios je mogao dati svoju ženu nekome drugome ako ga je bila volja, isto tako on ako ga je bila želja priznati djecu ili ne priznati djecu koja su se rodila u tom braku.
Za razliku od drugih polisa, u Gortysi žene su mogle u potpunost posjedovati pokretnine i nekretnine. Imanje je mogla steknuti na razne načine bilo kroz miraz, nasljeđe, kupovinu, prodaju ili slično. Žene su imale pravo na svoje imanje tako da same mogle činiti što žele s tim, isto tako imaje koje je posjedovala žene njen kyrios ili djeca nisu mogli založiti imanje za kredit. U slučaju rastave ili da je žena postala udovica, žena je imala na potpuno pravo na miraz. U slučaju rastave, muž je imao pravo na polovinu kamata na miraz, bez obzira tko je izazvao rastavu braka. U slučaju da je u nekoj porodici ostala jedinica kćer koja nije imala braće ni sestara da dijele nasljeđe (patroiokos), mogla je odbiti vlast ili patronstvo osobe muškog roda u bližoj rodbini, ili ako ju je ta muška osoba odbila tada je ta žena tj. patroiokos mogla udati za po svome izboru.

## Sparta
Položaj žena u Sparti bio je drugačiji nego u drugim polisima u Grčkoj. Pošto spartanci nisu sačuvali svoje spise o svojoj povijesti, život žena u Sparti opisali su razni pisci, povjesničari i filozofi toga vremena kao Aristotel, Ksenofon, i Plutarh. Sparta kao grad država imala je jaku centralnu vladu, koja je imala militarističko uređenje te mnoge funkcije unutar države bile su pod strogom upravom. 
Na primjer djeca u Spartu morali su pohađati školu bilo da su muška ili ženska djeca, dok u drugim polisima djeca su bila na upravi roditeljima. Muška djeca su zbog vojnog uređenja bili smješteni u vojno obrazovnom sustavu, tako da bi mogli imati disciplinirane i obrazovanje vojnike, dok je škola za žensku djecu bila obvezna da bi mogle vršiti funkciju majki i upraviteljica imanja. Svoje znanje i obrazovanje žene nisu smjele koristiti izvan domaćinstva. Pošto su muškarci provodili većinu svoga vremena u ratovima ili u spremanju za rat, spartanke su postale osnovica ekonomskog sustava. Da bi spartanska ekonomija mogla funkcionirati žene su imala veća prava tako da bi mogli držati u posjed zemlju i sredstva za stvaranje dobiti, te su pravno imale i neovisnost u odlučivanju i upravljanju imanjem.Ova prava davalo je spartanskim ženama veliku ekonomsku moć unutar društva. Na primjer tokom 4. stoljeća p.Kr. žene su držale između 30% do 40% cjelokupnog bogastva Sparte, i najbogatiji žitelji Sparte bile su žene. Žene su to bogastvo stekle jer su upravljale imanjem svojeg muža i ostalih muških rođaka koji su provodili vrijeme u ratnim pohodima. Iako su posjedovale ekonomsku moć, spartanke nisu imale eskplititnu političku moć u Sparti. Glavna uloga spartanki u društvu bilo je rađanje zdrave djece odnosno zdrave muške djece, koji su bili nužni za ratovanje. Inače u Sparti bio je konstantan manjak vojnosposobnih muškaraca koja se zvala oliganthrōpia. Zato je ženama bila posvećena pažnja da su zdrave, da su dobro ishranjene te da su fizički izgrađene. Spartanke su se obično udavale s 18 godina starosti, isto kao i muškarci. Nakon bračne ceremonije, mlada je morala ošišati svoju kosu na kratko, i očekivanje je bilo da udate žene drže kratku kosu. Ako tijekom probnog dijela braka par nije mogao proizvesti djecu, tada su mogli zatražiti rastavu braka. Pri rastavi braka spartanke su imale puno pravo na imanje i na djecu koja su nastala tokom toga braka. Spartanke nisu trebale se ponovno udati ako nisu htjele, niti su postojali pritisci da se ne mogu ponovno udati. Spartanke koje su umirale pri rađanju djece bile su priznate isto tako i ratnici koji su poginuli u boju tako što bi zapisali njena imena na nadgrobnim spomenicima.

### Poliandrija u Sparti
Prema mnogim izvorima unutar Sparte više muškaraca bi dijelilo jednu ženu. Razlozi su bili raznorazni. Jedan od razloga jest visoka dob u kojem su neki muškarci stupali u brak s mlađim ženama te radi vlastite neplodnosti stariji muškarci su dozvoljavali da mlađi muškarci ulaze u njihov brak. Isto tako neoženjeni muškarci bi mogli zatražiti od nekog para dopuštenje da ima djecu s nekom ženom, posebno ako je žena bila poznata ili sposobna po rađanju zdrave ili jake djece. Dozvolu za ulazak drugog muškarca u bračnu zajednicu bila je u rukama prvog muža, i on je odlučivao tko bi mogao imati pristup. Poliandrija nije bila samo radi proizvodnje djece za državu, već i način da se ekonomski potpomogne obitelj. Jer žena bi i djeca koja su nastala kroz takvu bračnu zajednicu imala izravnu korist od imanja i nasljednine, osobito za one spartance koji nisu mogli platiti svoju daću za kasarnu. Neplaćanjem te daće osoba nije mogla postati građaninom Sparte i tako bi izravno gubili mnoga prava. S vremenom preko poliandrije, unutar Sparte nastala je velika akumulacija imanja u rukama manjine građana. Ekonomskom stratifikacijom nastala je društvena stratifikacija i siromašenje velikog dijela Sparte.

## Poznate žene iz stare Grčke
- Aspazija iz Mileta, Periklova hetera[11]
- Sapfo s otoka Lezbosa, pjesnikinja[12]
- Frina
- Glikera
- Taida
- Laida
- Agnodika
- Hipatija

## Boginje iz starogrčkog panteona
- Hera
- Hestija
- Afrodita
- Artemida
- Atena
- Demetra